# Copa da Liga Japonesa de 2018
A Copa da Liga Japonesa 2018 é a 25ª edição da Copa da Liga Japonesa, que nesse ano passou a se chamar J. League YBC Levain Cup para fins de patrocínio. A final foi disputada novamente no Estádio de Saitama. O campeão representará a JFA na J.League YBC Levain Cup/CONMEBOL Sudamericana Final de 2019.
Sendo a fase de grupos, distribuída em quatro grupos. onde as duas melhores equipes se enfrentam na Segunda Fase, onde os classificados se juntam aos quatro times classificados a Liga dos Campeões Asiática em jogos de ida e volta, assim como as semifinais e conquistado pelo Shonan Bellmare que na final, bateu o Yokohama F. Marinos por 1 a 0.

## Fase de grupos
|  | Equipes classificadas para Segunda Fase |
|  | Equipes eliminadas                      |

### Grupo A
| Pos. | Equipe              | Pts | J | V | E | D | GP | GC | SG |
| ---- | ------------------- | --- | - | - | - | - | -- | -- | -- |
| 1    | Vegalta Sendai      | 11  | 6 | 3 | 2 | 1 | 10 | 6  | +4 |
| 2    | Yokohama F. Marinos | 11  | 6 | 3 | 2 | 1 | 10 | 8  | +2 |
| 3    | Albirex Niigata     | 7   | 6 | 2 | 1 | 3 | 9  | 10 | -1 |
| 4    | FC Tokyo            | 4   | 6 | 1 | 1 | 4 | 5  | 10 | –5 |

### Grupo B
| Pos. | Equipe            | Pts | J | V | E | D | GP | GC | SG  |
| ---- | ----------------- | --- | - | - | - | - | -- | -- | --- |
| 1    | Júbilo Iwata      | 12  | 6 | 4 | 0 | 2 | 9  | 7  | +2  |
| 2    | Ventforet Kofu    | 10  | 6 | 3 | 1 | 2 | 10 | 5  | +5  |
| 3    | Shimizu S-Pulse   | 10  | 6 | 3 | 1 | 2 | 8  | 5  | +3  |
| 4    | Consadole Sapporo | 3   | 6 | 1 | 0 | 5 | 4  | 14 | -10 |

### Grupo C
| Pos. | Equipe              | Pts | J | V | E | D | GP | GC | SG |
| ---- | ------------------- | --- | - | - | - | - | -- | -- | -- |
| 1    | Urawa Red Diamonds  | 13  | 6 | 4 | 1 | 1 | 9  | 5  | +4 |
| 2    | Gamba Osaka         | 9   | 6 | 3 | 0 | 3 | 12 | 13 | -1 |
| 3    | Sanfrecce Hiroshima | 7   | 6 | 2 | 1 | 3 | 9  | 7  | +2 |
| 4    | Nagoya Grampus      | 6   | 6 | 2 | 0 | 4 | 9  | 14 | -5 |

### Grupo D
| Pos. | Equipe           | Pts | J | V | E | D | GP | GC | SG |
| ---- | ---------------- | --- | - | - | - | - | -- | -- | -- |
| 1    | Vissel Kobe      | 11  | 6 | 3 | 2 | 1 | 13 | 8  | +5 |
| 2    | Shonan Bellmare  | 10  | 6 | 3 | 1 | 2 | 8  | 8  | 0  |
| 3    | V-Varen Nagasaki | 7   | 6 | 2 | 1 | 3 | 9  | 11 | -2 |
| 4    | Sagan Tosu       | 5   | 6 | 1 | 2 | 3 | 5  | 8  | -3 |

## Segunda Fase
| Equipe 1            | Total    | Equipe 2           | 1.º jogo | 2.º jogo |
| ------------------- | -------- | ------------------ | -------- | -------- |
| Shonan Bellmare     | 4–3      | Vegalta Sendai     | 3–0      | 1–3      |
| Gamba Osaka         | 3–3 (gf) | Júbilo Iwata       | 1–0      | 2–3      |
| Ventforet Kofu      | 3–2      | Urawa Red Diamonds | 2–0      | 1–2      |
| Yokohama F. Marinos | 5–3      | Vissel Kobe        | 4–2      | 1–1      |

## Fase finais

### Quartas de final
| Equipe 1        | Total    | Equipe 2            | 1.º jogo | 2.º jogo |
| --------------- | -------- | ------------------- | -------- | -------- |
| Shonan Bellmare | 5–2      | Cerezo Osaka        | 3-0      | 2–2      |
| Ventforet Kofu  | 3–3 (gf) | Kashiwa Reysol      | 2–2      | 1–1      |
| Gamba Osaka     | 1–7      | Yokohama F. Marinos | 0-4      | 1–3      |
| Kashima Antlers | 4–2      | Kawasaki Frontale   | 1–1      | 3-1      |

### Semifinais
| Equipe 1        | Total       | Equipe 2            | 1.º jogo | 2.º jogo |
| --------------- | ----------- | ------------------- | -------- | -------- |
| Kashiwa Reysol  | 3–3 (4-5 p) | Shonan Bellmare     | 1–1      | 2–2      |
| Kashima Antlers | 3-4         | Yokohama F. Marinos | 1–2      | 2–2      |

### Final
| 27 de Outubro de 2018 | Shonan Bellmare | 1 - 0     | Yokohama F. Marinos | Saitama Stadium 2002               |
| 13:10 (UTC+9)         | Sugioka 36'     | Relatório |                     | Público: 44,242 Árbitro: M. Kimura |

| Shonan Bellmare | Yokohama F. Marinos |

## Premiação
| Copa da Liga Japonesa 2018          |
| ----------------------------------- |
| Shonan Bellmare Campeão (1º título) |

## Artilharia
| Gols | Jogador       | Time                |
| ---- | ------------- | ------------------- |
| 8    | Sho Ito       | Yokohama F. Marinos |
| 7    | Shun Nagasawa | Vissel Kobe         |
| 5    | Hugo Vieira   | Yokohama F. Marinos |
| 5    | Hwang Ui-jo   | Gamba Osaka         |